# Gardabani

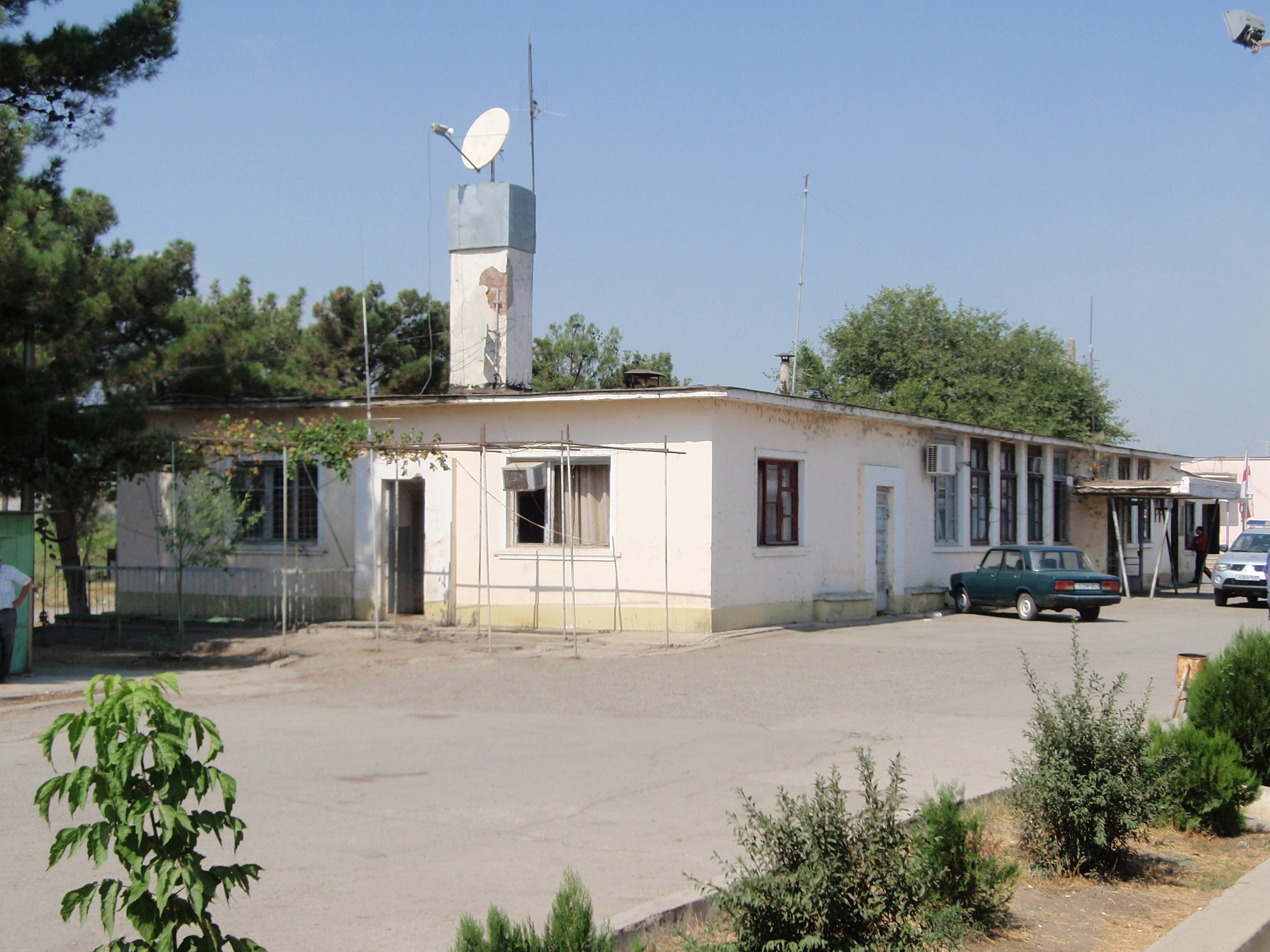
Gardabanská železniční stanice

Gardabani (gruzínsky: გარდაბანი, ázerbájdžánsky: Qardabani) je malé město v gruzínském regionu Kvemo Kartli, vzdálené 39 km jižně od hlavního města Tbilisi. Je správním střediskem okresu Garbabani. 
V dřívějších dobách se toto sídlo jmenovalo Karajazi, avšak v roce 1947 se rozhodlo o přejmenování podle nedaleké středověké pevnosti Qaratepe na Gardabani. V roce 1969 bylo povýšeno na město. V roce 2009 zde žilo celkem 14 100 obyvatel, ze 70 % ázerbájdžánské národnosti.
Ve městě se nachází velká tepelná elektrárna z roku 1978, jež zásobuje elektřinou a teplem hlavní město. Dále je město významné továrnou na výrobu asfaltu. Dále městem prochází železnice, jež spojuje Gruzii s Ázerbájdžánem.